# Junioren-Fußballweltmeisterschaft 1987
Die 6. FIFA Junioren-Fußballweltmeisterschaft (offiziell: IV World Youth Championship for the FIFA/Coca-Cola Cup) wurde vom 10. bis zum 25. Oktober 1987 in Chile ausgetragen. 16 Mannschaften nahmen am Turnier teil. Das Finale konnte Jugoslawien mit 5:4 im Elfmeterschießen gegen die Mannschaft der Bundesrepublik Deutschland für sich entscheiden. Zum besten Spieler des Turniers wurde der Jugoslawe Robert Prosinečki gewählt, der als Mittelfeldregisseur des späteren Weltmeisters brillierte. Torschützenkönig wurde der bundesdeutsche Spieler Marcel Witeczek, dem in 6 Spielen 7 Tore gelangen.

## Spielorte
- Antofagasta – Estadio Regional de Antofagasta
- Concepción – Estadio Municipal de Concepción
- Santiago de Chile – Estadio Nacional de Chile
- Valparaíso – Estadio Regional Chiledeportes

## Teilnehmer
| 6 aus Europa                  | Bulgarien  | BR Deutschland | DDR       | Italien | Jugoslawien | Schottland |
| 3 aus Südamerika              | Chile      | Brasilien      | Kolumbien |         |             |            |
| 2 aus Asien                   | Bahrain    | Saudi-Arabien  |           |         |             |            |
| 2 aus Afrika                  | Nigeria    | Togo           |           |         |             |            |
| 2 aus Nord- und Mittelamerika | USA        | Kanada         |           |         |             |            |
| 1 aus Ozeanien                | Australien |                |           |         |             |            |

### Mannschaften aus dem deutschsprachigen Raum

#### DDR
Bei der ersten Teilnahme einer DFV-Elf an einer U-20-Weltmeisterschaft gelang dem U-18-Europameister von 1986 auf Anhieb der 3. Platz. Speziell die Achse mit Neitzel als Libero, Steinmann als Mittelfeldstratege und Sammer als Stürmer wusste zu überzeugen. Matthias Sammer wurde in die Elf des Turnieres gewählt und war mit 4 Treffern bester Torschütze seiner Mannschaft.
Die weiteren Karrieren der Spieler verliefen höchst unterschiedlich. Sammer und Steinmann wurden sehr bald Stammkräfte in ihren Vereinen und in die A-Nationalmannschaft berufen. Die weitere Laufbahn von Sammer ist bekannt, er wurde schließlich 1996 Europameister. Kracht, Herzog und Schuster wurden später auch in die DDR-Auswahl berufen, Wosz und Ritter kamen zu mehr oder minder langen DFB-Auswahl-Karrieren. Minkwitz, Lange, Hiemann und Jähnig schafften ebenfalls den Sprung in den Profifußball, während Zimmerling und Liebers durch die oberen Amateurklassen wanderten. Marco Köller gilt als Beispiel für ein gescheitertes Talent, er wurde zum Sozialfall. Uwe Amstein und Jörg Prasse haben keine Spuren mehr im leistungmäßigen Fußball hinterlassen.
Insgesamt stellten zehn Mannschaften Spieler für die Auswahl ab, Dynamo Dresden allein fünf. Auffällig ist die regionale Verteilung; allein zwölf Spieler kamen aus Mannschaften der drei sächsischen Bezirke. Vom Rekordmeister BFC Dynamo wurden hingegen nur zwei Spieler entsandt. Bemerkenswert ist weiterhin, dass auch zwei Betriebssportgemeinschaften einen Nationalspieler entsandten, da die Spielertalente sonst immer von der Kinder- und Jugendsportschule gleich an die Fußballclubs delegiert worden und dort in der Regel blieben.
| Spieler                  | Verein                   | Einsätze | Tore | Gelbe Karte | Rote Karte |
| ------------------------ | ------------------------ | -------- | ---- | ----------- | ---------- |
| 01 – Holger Hiemann      | FC Karl-Marx-Stadt       | 2        | –    | –           | –          |
| 02 – Uwe Amstein         | FC Carl Zeiss Jena       | 1        | –    | –           | –          |
| 03 – Karsten Neitzel     | SG Dynamo Dresden        | 6        | –    | 1           | –          |
| 04 – Dirk Schuster       | BSG Sachsenring Zwickau  | 6        | –    | 1           | –          |
| 05 – Torsten Kracht      | 1. FC Lokomotive Leipzig | 5        | 1    | 1           | –          |
| 06 – Marco Köller        | BFC Dynamo               | 6        | –    | –           | –          |
| 07 – Rico Steinmann      | FC Karl-Marx-Stadt       | 4        | 1    | 1           | –          |
| 08 – Stefan Minkwitz     | 1. FC Magdeburg          | 4        | –    | –           | –          |
| 09 – Jörg Prasse         | SG Dynamo Dresden        | 5        | 1    | 1           | –          |
| 10 – Matthias Sammer     | SG Dynamo Dresden        | 5        | 4    | –           | –          |
| 11 – Uwe Jähnig          | SG Dynamo Dresden        | 5        | –    | –           | –          |
| 12 – Thomas Ritter       | SG Dynamo Dresden        | 6        | –    | –           | –          |
| 13 – Hendrik Herzog      | BFC Dynamo               | 2        | –    | –           | –          |
| 14 – Heiko Liebers       | Motor Grimma             | 5        | 1    | –           | –          |
| 15 – Timo Lange          | BSG Stahl Brandenburg    | –        | –    | –           | –          |
| 16 – Ingo Saager         | 1. FC Lokomotive Leipzig | 5        | –    | –           | –          |
| 17 – Matthias Zimmerling | 1. FC Lokomotive Leipzig | 6        | –    | 1           | –          |
| 18 – Dariusz Wosz        | HFC Chemie               | 5        | 1    | –           | –          |

- Trainer: Eberhard Vogel

#### BR Deutschland
Nachdem die DFB-Auswahl schon 1981 U-20 Weltmeister war, musste sie sich 1987 nur den überragenden Jugoslawen geschlagen geben. In der Mannschaft hob sich besonders Marcel Witeczek ab, der in 6 Spielen 7 Tore erzielte. Weiterhin wusste Andreas Möller zu gefallen, der als Mittelfeldmotor das Spiel seiner Elf lenkte.
Trotz dieses Erfolges stellte dieser Jahrgang später nur 3 A-Nationalspieler. Während Möller eine beeindruckende Karriere hinlegte, die er schon 1990 mit dem Weltmeister- und 1996 dann auch mit dem Europameistertitel krönte, kamen Knut Reinhardt und der spätberufene Michael Preetz nur zu wenigen Einsätzen in der DFB-Auswahl. Sie konnten sich jedoch in der Bundesliga erfolgreich etablieren und zum Teil mit ihren Vereinen große Erfolge verbuchen. Diesen Schritt schafften ebenfalls Gunther Metz, Alexander Strehmel, Martin Schneider, Detlev Dammeier, Marcel Witeczek und Michael Klinkert. Gestandene Zweitligaspieler mit Ausflügen ins Oberhaus wurden Brunn, Heidenreich, Luginger, Spyrka und Epp. Eichenauer, Clauss und Würzburger waren nur wenige Spiele im Profibereich beschieden, Andreas Claasens Spur verlor sich alsbald im Amateurfußball. Insgesamt stellten 15 Vereine Spieler für die Auswahl ab.
| Spieler                      | Verein              | Einsätze | Tore | Gelbe Karte | Rote Karte |
| ---------------------------- | ------------------- | -------- | ---- | ----------- | ---------- |
| 01 – Uwe Brunn               | 1. FC Köln          | 5        | –    | –           | –          |
| 02 – Hans-Jürgen Heidenreich | 1. FC Nürnberg      | 5        | –    | 1           | 1          |
| 03 – Jürgen Luginger         | Fortuna Düsseldorf  | 5        | –    | 2           | –          |
| 04 – Gunther Metz            | Karlsruher SC       | 5        | –    |             | –          |
| 05 – Alexander Strehmel      | VfB Stuttgart       | 6        | 1    |             | –          |
| 06 – Martin Schneider        | 1. FC Nürnberg      | 6        | –    | –           | –          |
| 07 – Adrian Spyrka           | Borussia Dortmund   | 6        | –    | 2           | –          |
| 08 – Detlev Dammeier         | Hannover 96         | 6        | 1    | 1           | –          |
| 09 – Thomas Epp              | VfL Bochum          | 4        | 1    | 1           | –          |
| 10 – Andreas Möller          | Eintracht Frankfurt | 6        | 1    | 1           | –          |
| 11 – Henrik Eichenauer       | SV Waldhof Mannheim | 4        | 1    | –           | –          |
| 12 – Andreas Clauß           | SV Waldhof Mannheim | 1        | –    | –           | –          |
| 13 – Marcel Witeczek         | Bayer 05 Uerdingen  | 6        | 7    | –           | –          |
| 14 – Michael Klinkert        | FC Schalke 04       | 1        | –    | –           | –          |
| 15 – Knut Reinhardt          | Bayer 04 Leverkusen | 5        | 2    | –           | –          |
| 16 – Frank Würzburger        | Kickers Offenbach   | 1        | –    | –           | –          |
| 17 – Andreas Claasen         | FC Bayern München   | 1        | –    | –           | –          |
| 18 – Michael Preetz          | Fortuna Düsseldorf  | 3        | –    | –           | –          |

- Trainer: Berti Vogts

### Prominente Spieler
- Nigeria: Jonathan Akpoborie
- Bulgarien: Emil Kostadinow
- Jugoslawien: Robert Jarni, Igor Štimac, Zvonimir Boban, Robert Prosinečki, Predrag Mijatović, Tomislav Piplica, Davor Šuker
- USA: Tony Meola, Jeff Agoos, Kasey Keller

## Vorrunde
Die Vorrunde wurde in vier Gruppen mit jeweils vier Mannschaften ausgetragen. Die jeweils beiden Erstplatzierten aller Gruppen qualifizierten sich für das Viertelfinale. Dieses wurde eine rein europäisch-südamerikanische Angelegenheit, da sich alle sechs europäischen Mannschaften sowie der Gastgeber Chile und Brasilien qualifizierten. Für die Brasilianer war dann bereits im Viertelfinale Schluss, während die chilenische Mannschaft etwas überraschend ins Halbfinale einzog. Am Ende stand für Chile ein 4. Platz zu Buche. Aus gesamtdeutscher Sicht war das Turnier ein großer Erfolg. Die DFB-Auswahl wurde Vizeweltmeister, während die DFV-Auswahl sich im Spiel um Platz 3 gegen den Gastgeber durchsetzte. Diese Platzierung stellt bei Nachwuchs-Weltmeisterschaften den größten Erfolg einer DDR-Auswahl dar.
Alle Spiele zur Ortszeit (UTC-4, MEZ-5).

### Gruppe A
| Pl. | Land        | Sp. | S | U | N | Tore    | Diff. | Punkte |
| --- | ----------- | --- | - | - | - | ------- | ----- | ------ |
| 1.  | Jugoslawien | 3   | 3 | 0 | 0 | 012:300 | +9    | 06:0   |
| 2.  | Chile       | 3   | 2 | 0 | 1 | 007:400 | +3    | 04:20  |
| 3.  | Australien  | 3   | 1 | 0 | 2 | 002:600 | −4    | 02:40  |
| 4.  | Togo        | 3   | 0 | 0 | 3 | 001:900 | −8    | 0:60   |

|                                                                       |   |             |           |
| 10. Oktober 1987 um 17:00 Uhr in Santiago de Chile (67.000 Zuschauer) |   |             |           |
| Chile                                                                 | – | Jugoslawien | 2:4 (1:2) |
| 11. Oktober 1987 um 17:00 Uhr in Santiago de Chile (15.000 Zuschauer) |   |             |           |
| Togo                                                                  | – | Australien  | 0:2 (0:2) |
| 13. Oktober 1987 um 17:00 Uhr in Santiago de Chile (60.000 Zuschauer) |   |             |           |
| Chile                                                                 | – | Togo        | 3:0 (2:0) |
| 14. Oktober 1987 um 17:00 Uhr in Santiago de Chile (40.000 Zuschauer) |   |             |           |
| Jugoslawien                                                           | – | Australien  | 4:0 (2:0) |
| 17. Oktober 1987 um 17:00 Uhr in Santiago de Chile (75.000 Zuschauer) |   |             |           |
| Chile                                                                 | – | Australien  | 2:0 (1:0) |
| 18. Oktober 1987 um 17:00 Uhr in Santiago de Chile (12.000 Zuschauer) |   |             |           |
| Jugoslawien                                                           | – | Togo        | 4:1 (2:0) |

### Gruppe B
| Pl. | Land      | Sp. | S | U | N | Tore    | Diff. | Punkte |
| --- | --------- | --- | - | - | - | ------- | ----- | ------ |
| 1.  | Italien   | 3   | 2 | 1 | 0 | 005:200 | +3    | 05:10  |
| 2.  | Brasilien | 3   | 2 | 0 | 1 | 005:100 | +4    | 04:20  |
| 3.  | Kanada    | 3   | 1 | 2 | 0 | 004:500 | −1    | 04:20  |
| 4.  | Nigeria   | 3   | 0 | 1 | 2 | 002:800 | −6    | 01:50  |

|                                                                |   |         |           |
| 11. Oktober 1987 um 17:00 Uhr in Concepción (27.000 Zuschauer) |   |         |           |
| Brasilien                                                      | – | Nigeria | 4:0 (3:0) |
| 12. Oktober 1987 um 17:00 Uhr in Concepción (13.500 Zuschauer) |   |         |           |
| Italien                                                        | – | Kanada  | 2:2 (0:2) |
| 14. Oktober 1987 um 17:00 Uhr in Concepción (18.000 Zuschauer) |   |         |           |
| Brasilien                                                      | – | Italien | 0:1 (0:0) |
| 15. Oktober 1987 um 17:00 Uhr in Concepción (5.000 Zuschauer)  |   |         |           |
| Nigeria                                                        | – | Kanada  | 2:2 (2:1) |
| 17. Oktober 1987 um 17:00 Uhr in Concepción (8.000 Zuschauer)  |   |         |           |
| Brasilien                                                      | – | Kanada  | 1:0 (0:0) |
| 18. Oktober 1987 um 17:00 Uhr in Concepción (9.000 Zuschauer)  |   |         |           |
| Nigeria                                                        | – | Italien | 0:2 (0:2) |

### Gruppe C
| Pl. | Land       | Sp. | S | U | N | Tore    | Diff. | Punkte |
| --- | ---------- | --- | - | - | - | ------- | ----- | ------ |
| 1.  | DDR        | 3   | 2 | 0 | 1 | 006:300 | +3    | 04:20  |
| 2.  | Schottland | 3   | 1 | 2 | 0 | 005:400 | +1    | 04:20  |
| 3.  | Kolumbien  | 3   | 1 | 1 | 1 | 004:500 | −1    | 03:30  |
| 4.  | Bahrain    | 3   | 0 | 1 | 2 | 001:400 | −3    | 01:50  |

|                                                                |   |            |           |
| 11. Oktober 1987 um 17:00 Uhr in Valparaíso (10.000 Zuschauer) |   |            |           |
| DDR                                                            | – | Schottland | 1:2 (1:2) |
| 12. Oktober 1987 um 17:00 Uhr in Valparaíso (5.000 Zuschauer)  |   |            |           |
| Kolumbien                                                      | – | Bahrain    | 1:0 (1:0) |
| 14. Oktober 1987 um 17:00 Uhr in Valparaíso (4.000 Zuschauer)  |   |            |           |
| DDR                                                            | – | Kolumbien  | 3:1 (2:0) |
| 15. Oktober 1987 um 17:00 Uhr in Valparaíso (3.000 Zuschauer)  |   |            |           |
| Schottland                                                     | – | Bahrain    | 1:1 (0:1) |
| 17. Oktober 1987 um 17:00 Uhr in Valparaíso (2.000 Zuschauer)  |   |            |           |
| DDR                                                            | – | Bahrain    | 2:0 (0:0) |
| 18. Oktober 1987 um 17:00 Uhr in Valparaíso (5.000 Zuschauer)  |   |            |           |
| Schottland                                                     | – | Kolumbien  | 2:2 (0:0) |

### Gruppe D
| Pl. | Land           | Sp. | S | U | N | Tore    | Diff. | Punkte |
| --- | -------------- | --- | - | - | - | ------- | ----- | ------ |
| 1.  | BR Deutschland | 3   | 3 | 0 | 0 | 008:100 | +7    | 06:0   |
| 2.  | Bulgarien      | 3   | 2 | 0 | 1 | 003:300 | ±0    | 04:20  |
| 3.  | USA            | 3   | 1 | 0 | 2 | 002:300 | −1    | 02:40  |
| 4.  | Saudi-Arabien  | 3   | 0 | 0 | 3 | 000:600 | −6    | 0:60   |

|                                                                 |   |                |           |
| 11. Oktober 1987 um 17:00 Uhr in Antofagasta (18.000 Zuschauer) |   |                |           |
| USA                                                             | – | Bulgarien      | 0:1 (0:1) |
| 12. Oktober 1987 um 17:00 Uhr in Antofagasta (8.000 Zuschauer)  |   |                |           |
| Saudi-Arabien                                                   | – | BR Deutschland | 0:3 (0:3) |
| 14. Oktober 1987 um 17:00 Uhr in Antofagasta (5.000 Zuschauer)  |   |                |           |
| USA                                                             | – | Saudi-Arabien  | 1:0 (0:0) |
| 15. Oktober 1987 um 17:00 Uhr in Antofagasta (8.000 Zuschauer)  |   |                |           |
| Bulgarien                                                       | – | BR Deutschland | 0:3 (0:0) |
| 17. Oktober 1987 um 17:00 Uhr in Antofagasta (3.500 Zuschauer)  |   |                |           |
| USA                                                             | – | BR Deutschland | 1:2 (1:1) |
| 18. Oktober 1987 um 17:00 Uhr in Antofagasta (8.000 Zuschauer)  |   |                |           |
| Bulgarien                                                       | – | Saudi-Arabien  | 2:0 (2:0) |

## Finalrunde
Alle Spiele zur Ortszeit (UTC-4, MEZ-5).

### Übersicht
|  | Viertelfinale  | Viertelfinale  |             |                | Halbfinale       | Halbfinale |  |  | Finale | Finale |
|  |                |                |             |                |                  |            |  |  |        |        |
|  |                |                |             |                |                  |            |  |  |        |        |
|  | Jugoslawien    | 2              |             |                |                  |            |  |  |        |        |
|  | Jugoslawien    | 2              |             |                |                  |            |  |  |        |        |
|  | Brasilien      | 1              |             |                |                  |            |  |  |        |        |
|  | Brasilien      | 1              | Jugoslawien | 2              |                  |            |  |  |        |        |
|  |                |                | Jugoslawien | 2              |                  |            |  |  |        |        |
|  |                | DDR            | 1           |                |                  |            |  |  |        |        |
|  | DDR            | DDR            | 1           | 2              |                  |            |  |  |        |        |
|  | DDR            |                |             | 2              |                  |            |  |  |        |        |
|  | Bulgarien      | 0              |             |                |                  |            |  |  |        |        |
|  |                |                | Jugoslawien | E1 (5)E        |                  |            |  |  |        |        |
|  |                |                |             | BR Deutschland | 1 (4)            |            |  |  |        |        |
|  | Italien        | 0              |             |                |                  |            |  |  |        |        |
|  | Chile          | 1              |             |                |                  |            |  |  |        |        |
|  | Chile          | 1              | Chile       | 0              |                  |            |  |  |        |        |
|  |                |                | Chile       | 0              | Spiel um Platz 3 |            |  |  |        |        |
|  |                | BR Deutschland | 4           |                |                  |            |  |  |        |        |
|  | BR Deutschland | BR Deutschland | 4           | E1 (4)E        | DDR              | E1 (3)E    |  |  |        |        |
|  | BR Deutschland |                |             | E1 (4)E        | DDR              | E1 (3)E    |  |  |        |        |
|  | Schottland     | 1 (3)          |             | Chile          | 1 (1)            |            |  |  |        |        |
|  | Schottland     | 1 (3)          |             |                | 1 (1)            |            |  |  |        |        |
|  |                |                |             |                |                  |            |  |  |        |        |

E Sieg nach Elfmeterschießen

### Viertelfinale
|                                                                       |   |            |                                 |
| 21. Oktober 1987 um 19:15 Uhr in Santiago de Chile (60.000 Zuschauer) |   |            |                                 |
| Jugoslawien                                                           | – | Brasilien  | 2:1 (0:1)                       |
| 21. Oktober 1987 um 16:15 Uhr in Valparaíso (3.000 Zuschauer)         |   |            |                                 |
| DDR                                                                   | – | Bulgarien  | 2:0 (0:0)                       |
| 21. Oktober 1987 um 16:15 Uhr in Concepción (35.000 Zuschauer)        |   |            |                                 |
| Italien                                                               | – | Chile      | 0:1 (0:0)                       |
| 21. Oktober 1987 um 16:15 Uhr in Antofagasta (4.000 Zuschauer)        |   |            |                                 |
| BR Deutschland                                                        | – | Schottland | 1:1 n. V. (1:1, 1:1), 4:3 i. E. |

### Halbfinale
|                                                                       |   |     |           |
| 23. Oktober 1987 um 19:15 Uhr in Santiago de Chile (35.000 Zuschauer) |   |     |           |
| Jugoslawien                                                           | – | DDR | 2:1 (1:0) |
| 23. Oktober 1987 um 16:15 Uhr in Concepción (36.000 Zuschauer)        |   |     |           |
| Chile                                                                 | – | BRD | 0:4 (0:3) |

### Spiel um Platz 3
|                                                                       |   |       |                               |
| 25. Oktober 1987 um 15:00 Uhr in Santiago de Chile (65.000 Zuschauer) |   |       |                               |
| DDR                                                                   | – | Chile | 1:1 n.V. (1:1, 0:0), 3:1 i.E. |

### Finale
| Paarung        | Jugoslawien – BR Deutschland |
| Ergebnis       | 1:1 n.V. (1:1, 0:0), 5:4 i.E. |
| Datum          | 25. Oktober 1987 |
| Stadion        | Estadio Nacional de Chile, Santiago de Chile |
| Zuschauer      | 65.000 |
| Schiedsrichter | Juan Carlos Loustau ( Argentinien) |
| Tore           | 1:0 Zvonimir Boban (85.) 1:1 Marcel Witeczek (87., Foulstrafstoß) Elfmeterschießen: Marcel Witeczek scheitert an Dragoje Leković 1:0 Dubravko Pavličić 1:1 Gunther Metz 2:1 Davor Šuker 2:2 Jürgen Luginger 3:2 Branko Brnović 3:3 Adrian Spyrka 4:3 Ranko Zirojević 4:4 Knut Reinhardt 5:4 Zvonimir Boban |
| Jugoslawien    | Dragoje Leković – Slavoljub Janković – Dubravko Pavličić, Gordan Petrić – Zvonimir Boban, Branko Brnović, Robert Jarni, Milan Pavlović (88. Ranko Zirojević) – Pero Škorić, Davor Šuker, Zoran Mijucić Cheftrainer: Mirko Jozić                                                                            |
| BR Deutschland | Uwe Brunn – Jürgen Luginger – Gunther Metz, Martin Schneider, Alexander Strehmel – Adrian Spyrka, Andreas Möller, Detlev Dammeier (106. Hans-Jürgen Heidenreich), Knut Reinhardt – Henrik Eichenauer (74. Thomas Epp), Marcel Witeczek Cheftrainer: Berti Vogts                                            |

## Beste Torschützen
Nachfolgend sind die besten Torschützen der Junioren-WM 1987 aufgeführt. Die Sortierung erfolgt nach Anzahl ihrer Treffer bzw. bei gleicher Toranzahl alphabetisch.
| Platz | Spieler           | Tore |
| ----- | ----------------- | ---- |
| 1     | Marcel Witeczek   | 7    |
| 2     | Davor Šuker       | 6    |
| 3     | Camilo Pino       | 5    |
| 4     | Matthias Sammer   | 4    |
| 5     | Zvonimir Boban    | 3    |
|       | Predrag Mijatović | 3    |
|       | Luka Tudor        | 3    |

## Auszeichnungen
Zum besten Spieler des Turniers wurde der jugoslawische Angreifer Robert Prosinečki gewählt, als zweitbester Spieler wurde dessen Teamkollege Zvonimir Boban ausgezeichnet, den dritten Platz belegte der bundesdeutsche Marcel Witeczek, der mit sieben Turniertreffern, wie schon bei der U-16-WM 1985 in China, bester Torschütze des Turniers wurde. Mit sechs Treffern gewann der jugoslawische Mittelstürmer Davor Šuker den Silbernen Schuh, der Chilene Camilo Pino erzielte fünf Treffer und erhielt den Bronzenen Schuh.
Der Fair-Play-Preis (Sports Billy Award) ging an die Mannschaft der DDR, die in sechs Spielen nur sechs gelbe Karten erhielt.